# Водный транспорт Хубсугула

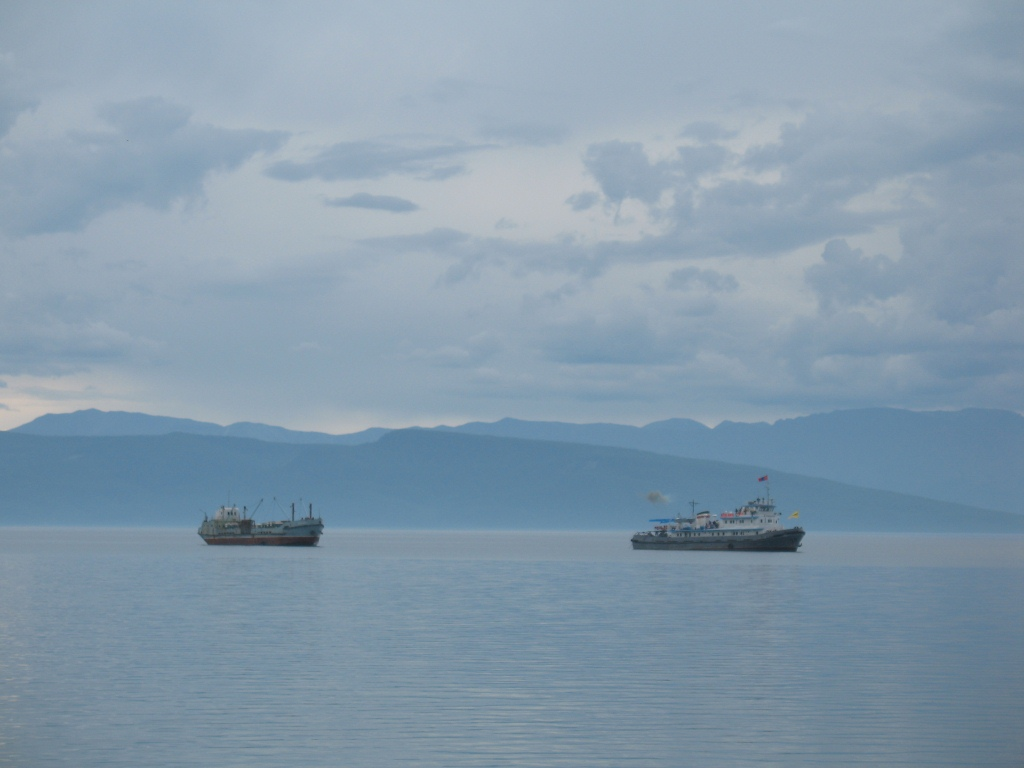
Суда на озере Хубсугул

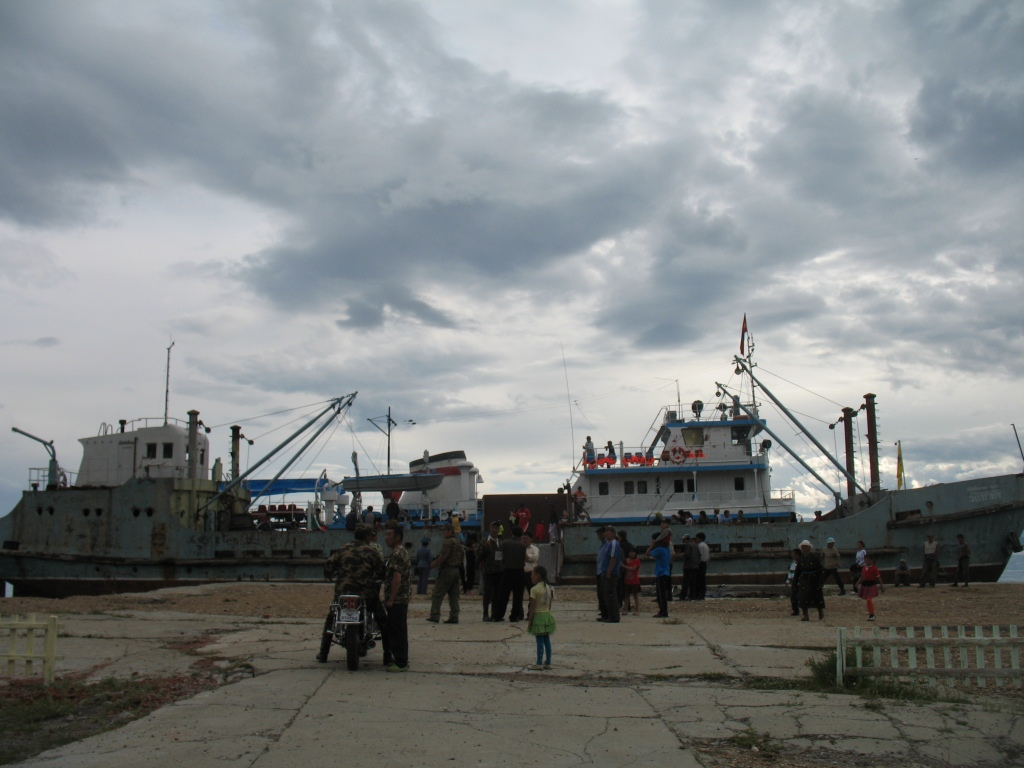
В Ханх пришли суда

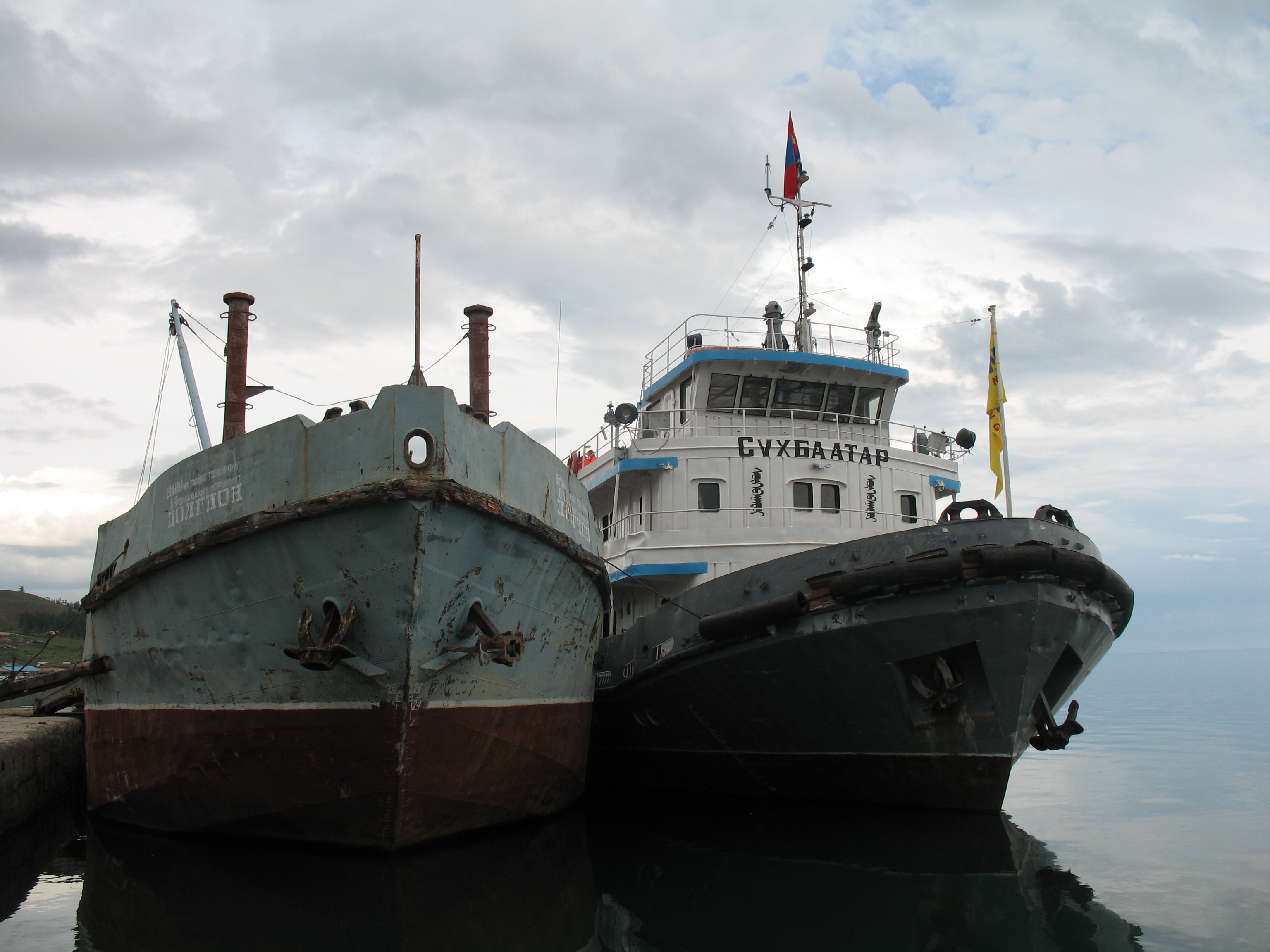
Теплоход Сүхбаатар у пристани в Ханхе

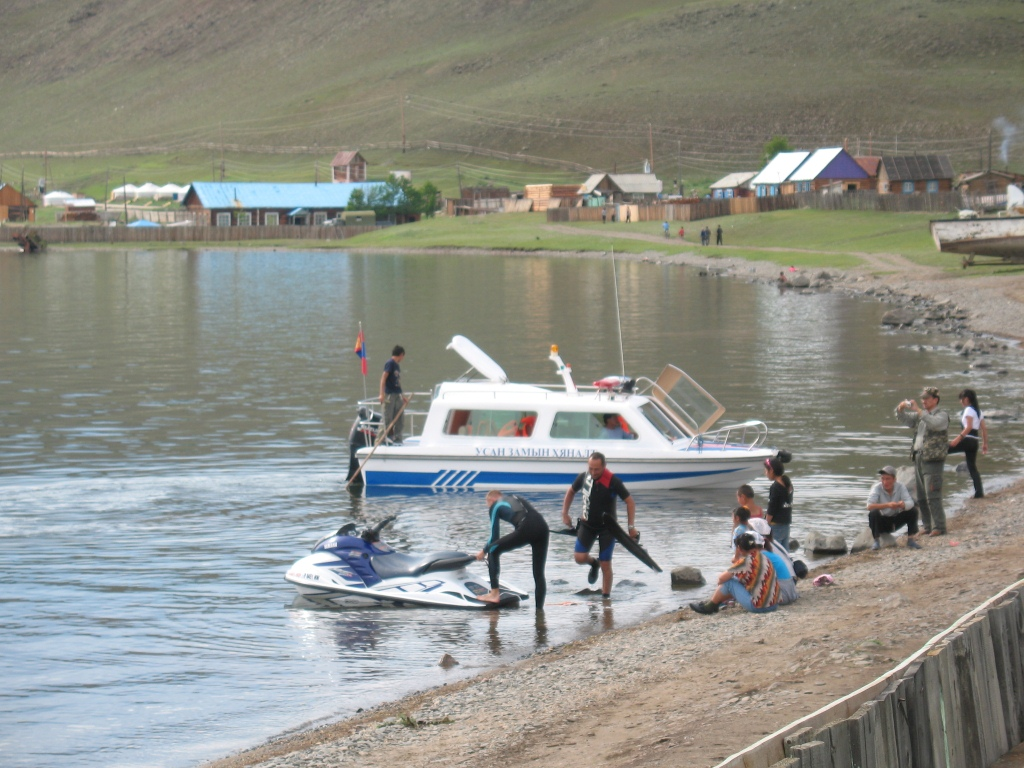
Монгольский полицейский катер и российский гидроцикл в Ханхе

Водный транспорт Хубсугула — система перевозки пассажиров и грузов, связывающая населненные пункты по берегам озера Хубсугул на севере Монголии. Хубсугул является регионом с наиболее развитым водным транспортом в Монголии. Водный транспорт на озере представлен катерами типа «Ярославец», теплоходом «Сухбаатар», многочисленными маломерными судами и быстроходным судном на воздушной подушке «Хивус».

## История
Появление на Хубсугуле водного транспорта обусловлено историческим размещением поселений по берегам озера. В 18 веке по Хубсугулу проходил зимний чайный путь — на подводах по замерзшему льду озера перевозили из Китая на ярмарку в Иркутск тюки с китайским чаем.
В начале 1900 года русские купцы переправляли груз антиквариата и других товаров из Хатгала в Ханх при помощи монгольских караванщиков по восточному берегу Хубсугула, эта экспедиция занимала долгое время; кроме того, в пути погибало много скота, что навело их на идею создания местного речного судоходства. Начиная с 1905 года торговцы Горбоносов и Лобазовский, а также учёный Л. В. Гринько проводили исследования природы Хубсугула, замеры силы и направления ветра и течения, поиск возможных мест для причалов.
В 1910 году на Хубсугуле было пущено небольшое деревянное судно «Монгол», построенное в Ханхе, грузоподъёмностью в 40 тонн и паровым двигателем в 75 л.с. Первый документально подтвержденный корабль стал курсировать по Хубсугулу в 1911 году, с обретением независимости Монголии. После этого, в 1934 году на воду Хубсугула сошли деревянные суда «Монгол улсын 10 жилийн ой» («Десятилетняя годовщина Монголии»; 100 тонн, 100 лс) и Сүхбаатар (120 тонн, 200 л.с.), затем в 1956 году — Сүхбаатар (400 лс, 60 тонн, 40 пассажирских мест, двигатель марки «Бор-500») со стальным корпусом, затем Сүхбаатар (400 тонн, 800 л.с., морского класса, дизельный двигатель марки «Байкал-800»), а также баржи «Ажилчин», «Малчин», «Ургац» и «Долгион», перевозившие нефть и товары по речной сети западных аймаков.
В советское время через Хубсугул проходила переброска нефтепродуктов из СССР в Монголию, которая в летнее время осуществлялась по воде, а в зимнее время по т. н. зимнику, проложенному по льду озера.

## Инфраструктура
На 2014 год инфраструктуру водного транспорта Хубсугула составляют:
- порт Хатгала
- порт Ханха

### Порт Хатгала
Порт Хатгала — монгольский озерный и речной порт поселка Хатгал на юге Хубсугула. Имеются 3 причала, ныне используется только 1 для пассажирских перевозок. Является портом приписки теплохода «Сухбаатар» — флагмана монгольского флота. Во время МНР специализировался на транспортировке нефтепродуктов из СССР в Монголию. Обслуживается небольшим аэропортом Хатгала.

### Порт Ханха
Порт Ханха — небольшой порт поселка Ханх на восточном берегу Хубсугула. В середине XX века был крупной перевалочной базой для поставки нефтепродуктов из России. Имеется водное сообщение с Хатгалом, время в пути на катере около 8 часов, расстояние по воде — 124 км, по автомобильной дороге — 177 км. Порт имеет два причала, рядом с основным располагается законсервированная нефтебаза.